# Areciboboodschap

De boodschap is op deze afbeelding ingekleurd om de aparte onderdelen ervan te onderscheiden. De originele verzonden versie beschikt niet over enige kleurinformatie.

De Areciboboodschap is een radioboodschap die in 1974 vanuit Puerto Rico de ruimte werd in gestuurd. De zending was gericht naar de grote Herculesbolhoopcluster (M13), zo'n 25.000 lichtjaren verwijderd van de Aarde.
De boodschap werd verzonden ter gelegenheid van de heropening van het Arecibo-observatorium en bestaat uit 1679 bits uitgezonden op een frequentie van 2380 MHz en frequentiegemoduleerd met 10 Hz. De volledige zending duurde 3 minuten en werd niet herhaald. Het getal 1679 werd gekozen omdat het een semipriemgetal is, daardoor kan het enkel opgedeeld worden in 23 rijen en 73 kolommen, of 73 rijen en 23 kolommen. Dit veronderstelt dat diegenen die het zullen lezen, zullen kiezen om het in een rechthoek te schikken. Wanneer de informatie op de eerste manier gerangschikt wordt (23 rijen, 73 kolommen) ziet het resultaat er niet fraai uit, maar indien de informatie op de tweede manier gerangschikt wordt (73 rijen, 23 kolommen), ontstaat de afbeelding rechts, die eruitziet als een intelligent ontwerp. De kleuren dienen slechts ter verduidelijking van de verschillende delen van de boodschap, en dergelijke informatie was niet aanwezig in de oorspronkelijke boodschap.
Men kan de afbeelding in verschillende delen opdelen (gelezen van boven naar beneden en van links naar rechts):
1. De getallen één (1) tot en met tien (10).
2. De atoomnummers van de elementen waterstof, koolstof, stikstof, zuurstof en fosfor. Deze atomen zijn de bouwstenen van desoxyribonucleïnezuur (DNA).
3. De formules van de koolhydraten en de basen in de nucleotiden van DNA.
4. Het aantal nucleotiden in DNA en een grafische voorstelling van de dubbele helixstructuur van DNA.
5. Een grafische voorstelling van een figuur van een mens, de afmetingen van een gemiddelde mens, en de bevolking op Aarde.
6. Een grafische voorstelling van het zonnestelsel waartoe de Aarde behoort.
7. Een grafische voorstelling van de Arecibo-radiotelescoop en de diameter van de antenneschotel.

Aangezien het 25.000 lichtjaren duurt vooraleer de boodschap zijn bestemde locatie bereikt (en nog eens 25.000 jaar voor een eventueel antwoord), is de Areciboboodschap meer een demonstratie van technologie dan een echte poging om contact te maken met buitenaards leven.
De boodschap werd geschreven door dr. Frank Drake (bedenker van de bekende Drakevergelijking) met hulp van onder meer Carl Sagan.

## Uitleg

### Getallen
```
1 2 3 4 5 6 7 8  9  10
----------------------
0 0 0 1 1 1 1 00 00 00 ← bit 2
0 1 1 0 0 1 1 00 00 10 ← bit 1
1 0 1 0 1 0 1 01 11 01 ← bit 0 (en 3)
X X X X X X X X  X  X  ← 
startbit
```

De getallen 1 t/m 10 worden binair weergegeven. Verondersteld wordt dat de ontvanger, die tracht enige logica in de boodschap te ontdekken, concludeert hoe verderop in de boodschap de getallen worden gecodeerd

### Bouwstenen van DNA
```
1 6 7 8 15
----------
0 0 0 1 1 ← bit 3
0 1 1 0 1 ← bit 2
0 1 1 0 1 ← bit 1
1 0 1 0 1 ← bit 0
X X X X X ← startbit
```

De getallen 1, 6, 7, 8 en 15 verschijnen. Deze zijn de atoomnummers van waterstof (H), koolstof (C), stikstof (N), zuurstof (O) en fosfor (P). Dit zijn de samenstellende elementen van DNA.

### Nucleotiden
```
Desoxyribose
 
Adenine
  
Thymine
    Desoxyribose
(C
5
OH
7
)     (C
5
H
4
N
5
)  (C
5
H
5
N
2
O
2
) (C
5
OH
7
)

Fosfaat
                       Fosfaat
(PO
4
)                           (PO
4
)

Desoxyribose 
Cytosine
  
Guanine
   Desoxyribose
(C
5
OH
7
)     (C
4
H
4
N
3
O)  (C
5
H
4
N
5
O) (C
5
OH
7
)

Fosfaat                       Fosfaat
(PO
4
)                           (PO
4
)
```

De nucleotiden worden beschreven als een sequentie van de vijf atomen die op de vorige lijn verschenen. Elke sequentie stelt een moleculaire formule voor van de nucleotide zoals ze in het DNA voorkomt (en dus niet de vrije vorm van de nucleotide).
Bijvoorbeeld, desoxyribose (C5OH7 in DNA, C5O4H10 wanneer vrij voorkomend), de nucleotide in de linkerbovenhoek van de afbeelding wordt gelezen als:
```
11000 ← bit 2
10000 ← bit 1
11010 ← bit 0
XXXXX ← startbit
-----
75010
```

Dit zijn 7 atomen waterstof, 5 atomen koolstof, 0 atomen stikstof, 1 atoom zuurstof en 0 atomen fosfor.

### Dubbele helix
```
11  ← bit 15 en 31
11  ← bit 14 en 30
11  ← bit 13 en 29
11  ← bit 12 en 28
11  ← bit 11 en 27
01  ← bit 10 en 26
11  ← bit 9 en 25
11  ← bit 8 en 24
01  ← bit 7 en 23
11  ← bit 6 en 22
01  ← bit 5 en 21
11  ← bit 4 en 20
10  ← bit 3 en 19
11  ← bit 2 en 18
11  ← bit 1 en 17
01  ← bit 0 en 16
X  ← startbit
```

De dubbele-helixstructuur van DNA. De verticale lijn representeert het aantal nucleotiden. De afgebeelde waarde (binair 1111 1111 1111 0111 1111 1011 0101 1110) is ongeveer 4,3 miljard terwijl er in feite slechts ongeveer 3,2 miljard basenparen zich in het menselijk genoom bevinden.

### Mensheid
```
        ^
        |
        |
        |             X011011
                       111111
links: X0111   rechts: 110111
                       111011
        |              111111
        |              110000
        v
```

```
            1110 (binair) = 14 (decimaal)
000011 111111 110111 111011 111111 110110 (binair)
                          = 4.292.853.750 (decimaal)
```

De afbeelding het midden stelt een mens voor. Links in de afbeelding wordt de gemiddelde grootte van een persoon voorgesteld: 1764 mm. Dit komt overeen met de horizontaal geschreven binair 14 vermenigvuldigd met de golflengte van de boodschap (126 mm). Rechts op de afbeelding staat de grootte van de menselijke bevolking in 1974: ongeveer 4,2 miljard. In dit geval, het getal is horizontaal georiënteerd in plaats van verticaal, met de minst-significante-bitaanduiding in de linkerzijde van de afbeelding.

### Planeten
|                     | Aarde |                                             |
| Zon Mercurius Venus |       | Mars Jupiter Saturnus Uranus Neptunus Pluto |

Dit stelt het zonnestelsel voor met de Zon en de planeten in volgorde van het dichtst bij de zon: Mercurius, Venus, Aarde, Mars, Jupiter, Saturnus, Uranus, Neptunus en Pluto. De kleinste planeten hebben een bit, de gasreuzen 2 en 3 bits, de veel grotere zon negen bits.
De Aarde is de derde planeet vanaf de Zon. De Aarde wordt grafisch aangeduid door ze hoger te plaatsen om aan te duiden dat dit de planeet is vanwaar het signaal is verzonden.

### Telescoop
```
onderste twee rijen:     100101
                      ←  111110X  →
```

```
100101 111110 (binair) = 2430 (decimaal)
```

Het laatste deel representeert de Areciboradiotelescoop en zijn diameter (2430 vermenigvuldigd met de golflengte geeft 306,18 m).